# Karakuri ningyō
 (juin 2014).
Si vous disposez d'ouvrages ou d'articles de référence ou si vous connaissez des sites web de qualité traitant du thème abordé ici, merci de compléter l'article en donnant les références utiles à sa vérifiabilité et en les liant à la section « Notes et références ».

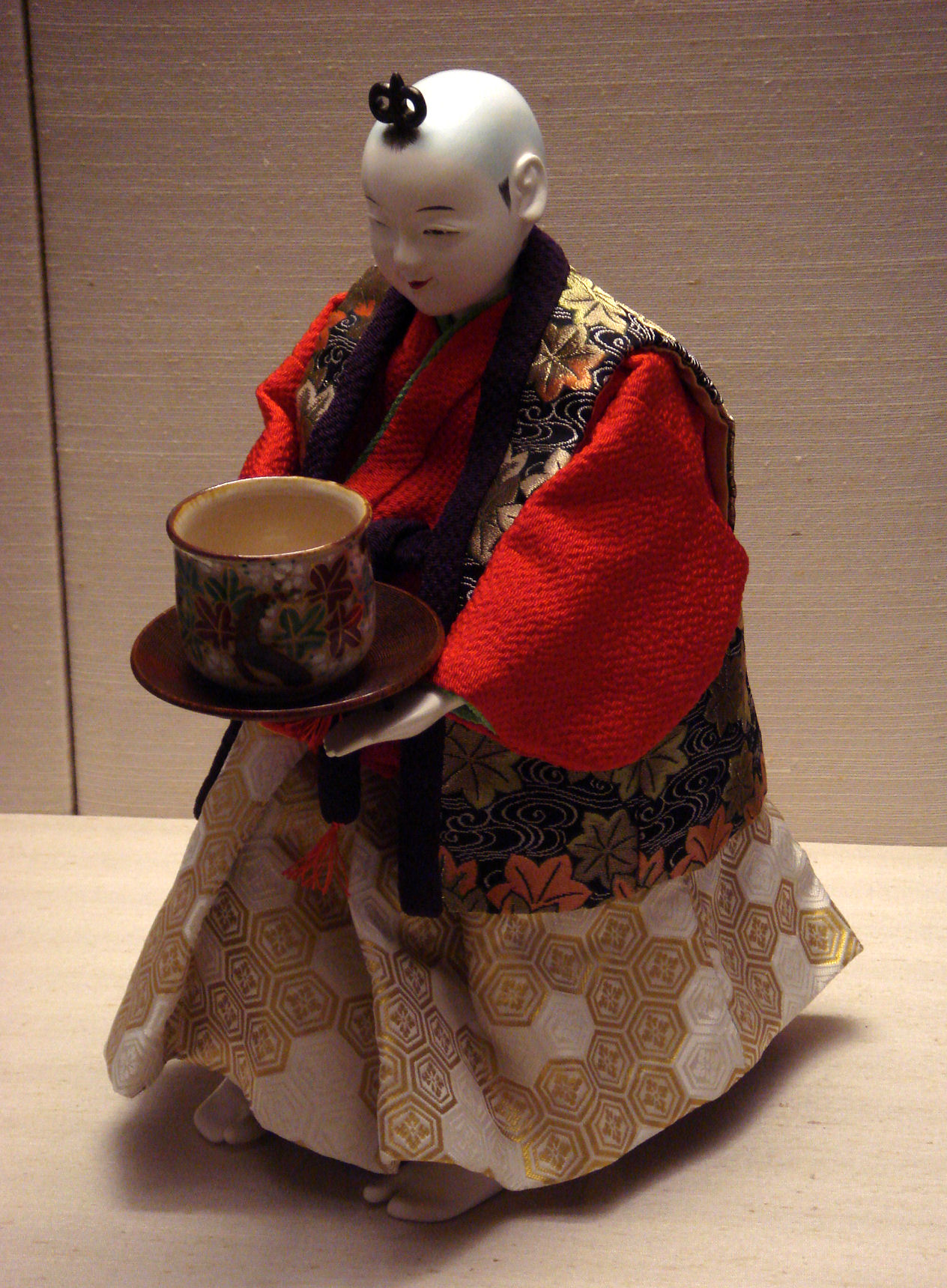
Automate karakuri, vers 1800 (British Museum).

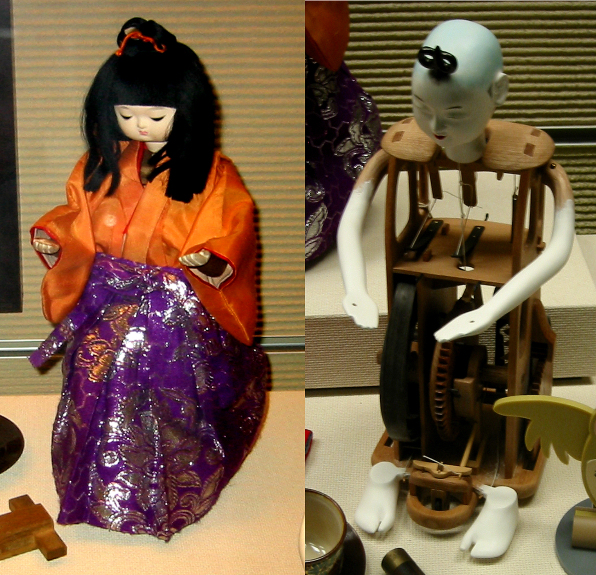
Karakuri serveur de thé, avec mécanisme, XIXe siècle (musée national de la nature et des sciences de Tokyo).

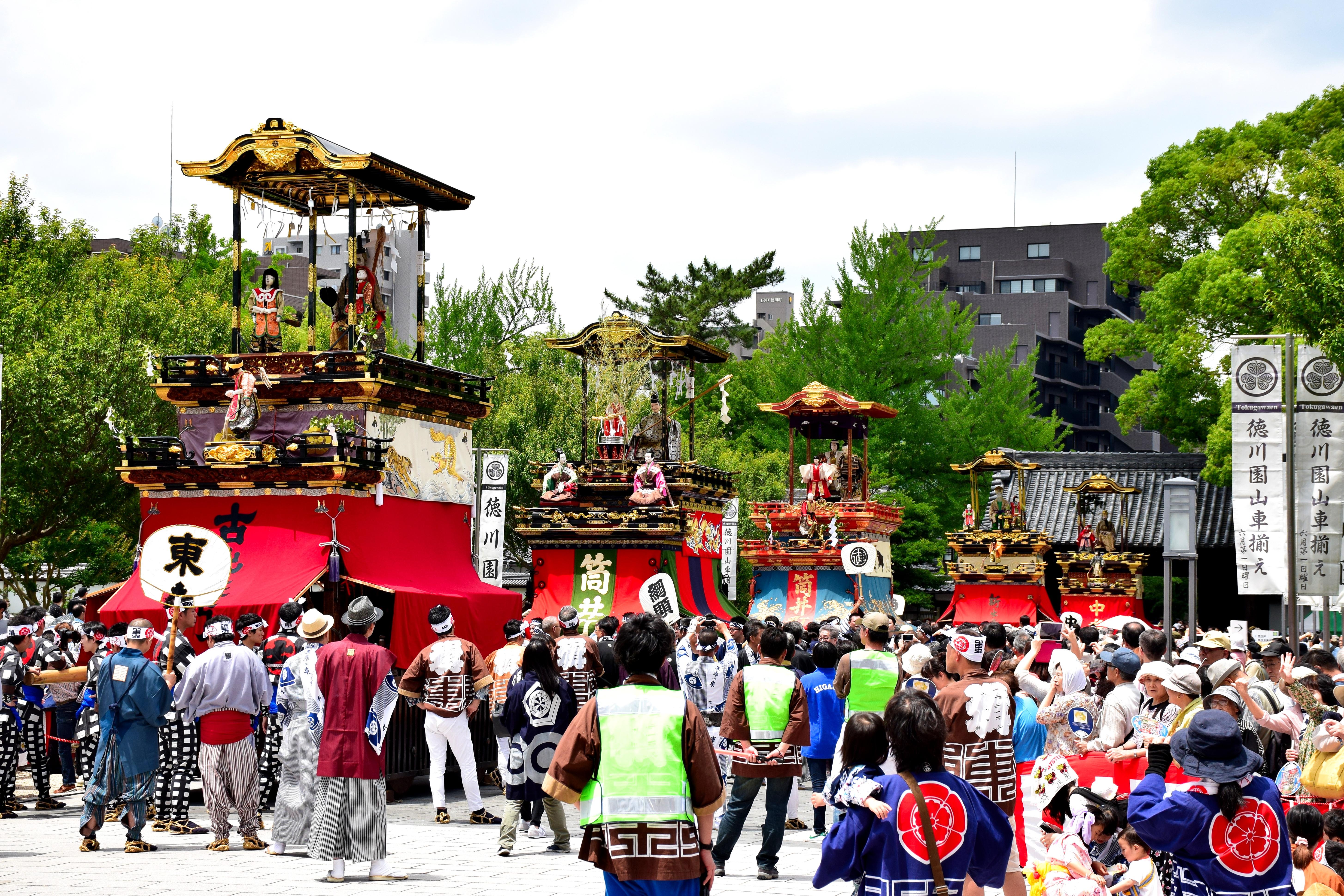
Dashi karakuri, Tsutsui-chō/Dekimachi Tennōsai, Nagoya.

Les karakuri ningyō (からくり人形) sont des poupées mécaniques ou automates fabriquées au Japon du XVIIe siècle au XIXe siècle. Le mot karakuri signifie « mécanisme » ou « astuce ». En japonais, ningyō est écrit en deux caractères séparés qui signifient « personne » et « forme ». Il peut être traduit par « marionnette », mais aussi par « poupée » ou « effigie ». Les mouvements de la poupée constituent une forme de divertissement.

## Types
Il existe trois principaux types de karakuri : 
- butai karakuri (舞台からくり?, karakuri de scène) utilisés au théâtre ;
- zashiki karakuri (座敷からくり?, karakuri pour les pièces à tatami), petits et réservés à la maison ;
- dashi karakuri (山車からくり?, karakuri pour festival), utilisés dans les festivals où les poupées servent à exécuter des reconstitutions de mythes et légendes traditionnels.

Ils influencent les théâtres nô, kabuki et bunraku.
L'exemple le plus courant aujourd'hui d'un mécanisme zashiki karakuri est illustré à droite. Il s'agit d'un robot serveur de thé qui commence à se déplacer vers l'avant quand une tasse de thé est placée sur le plateau entre ses mains. Il est utilisé quand un hôte veut traiter un invité d'une manière divertissante. Il se déplace en ligne droite sur une distance donnée, déplaçant ses pieds comme s'il marchait, puis sa tête s'incline. Cela indique que le thé est prêt à être consommé et la poupée s'arrête lorsque la tasse est retirée. Lorsqu'elle est remplacée, le robot soulève sa tête, se retourne et retourne d'où il vient. L'automate est généralement mu par un ressort enroulé en os de baleine, et les actions sont commandées par un jeu de cames et de leviers.